# Dolly's Cay
Dolly's Cay är en ö i Bahamas.   Den ligger i distriktet South Andros, i den södra delen av landet, 160 km söder om huvudstaden Nassau.